# Kappa (Illinois)
Kappa és una població dels Estats Units a l'estat d'Illinois. Segons el cens del 2000 tenia 170 habitants.

## Demografia
Segons el cens del 2000, Kappa tenia 170 habitants, 63 habitatges, i 48 famílies. La densitat de població era de 285,4 habitants/km².
Dels 63 habitatges en un 47,6% hi vivien nens de menys de 18 anys, en un 58,7% hi vivien parelles casades, en un 9,5% dones solteres, i en un 23,8% no eren unitats familiars. En el 20,6% dels habitatges hi vivien persones soles el 6,3% de les quals corresponia a persones de 65 anys o més que vivien soles. El nombre mitjà de persones vivint en cada habitatge era de 2,7 i el nombre mitjà de persones que vivien en cada família era de 3,08.
Per edats la població es repartia de la següent manera: un 32,4% tenia menys de 18 anys, un 5,9% entre 18 i 24, un 34,1% entre 25 i 44, un 19,4% de 45 a 60 i un 8,2% 65 anys o més.
L'edat mediana era de 32 anys. Per cada 100 dones de 18 o més anys hi havia 94,9 homes.
La renda mediana per habitatge era de 46.786 $ i la renda mediana per família de 50.417 $. Els homes tenien una renda mediana de 35.417 $ mentre que les dones 21.250 $. La renda per capita de la població era de 17.451 $. Aproximadament el 6% de les famílies i el 9,6% de la població estaven per davall del llindar de pobresa.

## Poblacions més properes
El següent diagrama mostra les poblacions més properes.